# 골디와 곰돌이
《골디와 곰돌이》(영어: Goldie & Bear)은 2015년 9월 12일부터 2016년 8월 15일까지 미국 디즈니주니어에서 방영을 한 애니메이션이다. 영국의 19세기에 골디락스와 곰세마리에 원작으로 하였다. 대한민국은 2016년 7월 11일부터 2018년 12월 26일까지 방영을 하였다.

## 줄거리
옛날 아주 먼 옛날 깊은 숲속 작은 집에서 골디와 곰돌이는 우연히 만났어요. 골디가 실수해서 곰돌이의 의자를 망가트렸지만, 이후 가장 사이좋은 친구가 됐어요! 골디와 곰돌이는 동화 속의 친구들을 만나며 매일 즐거운 모험을 한답니다.

## 목소리 출연

### 원본판
- 골디락스 - 내털리 랜더
- 잭 - 조지나 코르도바
- 엄마 곰 - 메리 버드송
- 아빠 곰 - 배리 위긴스
- 로빈 - 마이클 매킨

### 한국어판
- 골디락스 - 박지윤

## 우리말 연출
- 더빙 스튜디오 : 애드원
- 믹싱 스튜디오 : 애드원
- 음악연출 :
- 연출 :
- 제작총괄
- 한국어 제작 : Disney Character Voices International,Inc.
- 기획 : 디즈니채널코리아(유)